# Championnats d'Europe de cyclo-cross 2020
Navigation
Édition précédente Édition suivante
Les championnats d'Europe de cyclo-cross 2020 ont lieu les 7 et 8 novembre 2020 à l'Autotron de Rosmalen, à Bois-le-Duc, aux Pays-Bas. En raison de la pandémie de Covid-19, les épreuves juniors ne sont pas organisées.

## Résultats

### Hommes
| Épreuves        | Or                                          | Argent                                      | Bronze                                      |
| --------------- | ------------------------------------------- | ------------------------------------------- | ------------------------------------------- |
| Élites          | Eli Iserbyt                                 | Michael Vanthourenhout                      | Lars van der Haar                           |
| Moins de 23 ans | Ryan Kamp                                   | Thomas Mein                                 | Cameron Mason                               |
| Juniors         | Annulé en raison de la pandémie de Covid-19 | Annulé en raison de la pandémie de Covid-19 | Annulé en raison de la pandémie de Covid-19 |

### Femmes
| Épreuves        | Or                                          | Argent                                      | Bronze                                      |
| --------------- | ------------------------------------------- | ------------------------------------------- | ------------------------------------------- |
| Élites          | Ceylin Alvarado                             | Annemarie Worst                             | Lucinda Brand                               |
| Moins de 23 ans | Puck Pieterse                               | Blanka Kata Vas                             | Manon Bakker                                |
| Juniors         | Annulé en raison de la pandémie de Covid-19 | Annulé en raison de la pandémie de Covid-19 | Annulé en raison de la pandémie de Covid-19 |

## Classements

### Course masculine
| Pos                        | Cycliste               | Pays     | Temps          |
| -------------------------- | ---------------------- | -------- | -------------- |
|                            | Eli Iserbyt            | Belgique | 1 h 4 min 28 s |
| Médaille d'argent, Europe  | Michael Vanthourenhout | Belgique | + 16 s         |
| Médaille de bronze, Europe | Lars van der Haar      | Pays-Bas | + 22 s         |
| 4                          | Laurens Sweeck         | Belgique | + 41 s         |
| 5                          | Toon Aerts             | Belgique | + 47 s         |
| 6                          | Daan Soete             | Belgique | + 52 s         |
| 7                          | Felipe Orts            | Espagne  | + 1 min 1 s    |
| 8                          | Quinten Hermans        | Belgique | + 1 min 14 s   |
| 9                          | Joshua Dubau           | France   | + 1 min 21 s   |
| 10                         | Vincent Baestaens      | Belgique | + 1 min 28 s   |

### Course masculine des moins de 23 ans
| Pos                        | Cycliste        | Pays            | Temps        |
| -------------------------- | --------------- | --------------- | ------------ |
|                            | Ryan Kamp       | Pays-Bas        | 51 min 28 s  |
| Médaille d'argent, Europe  | Thomas Mein     | Grande-Bretagne | + 12 s       |
| Médaille de bronze, Europe | Cameron Mason   | Grande-Bretagne | + 13 s       |
| 4                          | Kyle Agterberg  | Pays-Bas        | + 53 s       |
| 5                          | Pim Ronhaar     | Pays-Bas        | + 1 min 15 s |
| 6                          | Tim van Dijke   | Pays-Bas        | + 1 min 32 s |
| 7                          | Mees Hendrikx   | Pays-Bas        | + 1 min 40 s |
| 8                          | Loris Rouiller  | Suisse          | + 1 min 42 s |
| 9                          | Filippo Fontana | Italie          | + 1 min 45 s |
| 10                         | Federico Ceolin | Italie          | + 1 min 56 s |

### Course féminine
| Pos                        | Cycliste        | Pays     | Temps        |
| -------------------------- | --------------- | -------- | ------------ |
|                            | Ceylin Alvarado | Pays-Bas | 40 min 45 s  |
| Médaille d'argent, Europe  | Annemarie Worst | Pays-Bas | + 0 s        |
| Médaille de bronze, Europe | Lucinda Brand   | Pays-Bas | + 22 s       |
| 4                          | Denise Betsema  | Pays-Bas | + 55 s       |
| 5                          | Perrine Clauzel | France   | + 1 min 13 s |
| 6                          | Eva Lechner     | Italie   | + 1 min 18 s |
| 7                          | Sanne Cant      | Belgique | + 1 min 20 s |
| 8                          | Yara Kastelijn  | Pays-Bas | + 1 min 41 s |
| 9                          | Alicia Franck   | Belgique | + 1 min 48 s |
| 10                         | Ellen Van Loy   | Belgique | + 1 min 59 s |

### Course féminine des moins de 23 ans
| Pos                        | Cycliste           | Pays        | Temps        |
| -------------------------- | ------------------ | ----------- | ------------ |
|                            | Puck Pieterse      | Pays-Bas    | 40 min 56 s  |
| Médaille d'argent, Europe  | Blanka Kata Vas    | Hongrie     | + 8 s        |
| Médaille de bronze, Europe | Manon Bakker       | Pays-Bas    | + 10 s       |
| 4                          | Aniek van Alphen   | Pays-Bas    | + 23 s       |
| 5                          | Shirin van Anrooij | Pays-Bas    | + 44 s       |
| 6                          | Fem van Empel      | Pays-Bas    | + 51 s       |
| 7                          | Francesca Baroni   | Italie      | + 52 s       |
| 8                          | Sara Casasola      | Italie      | + 52 s       |
| 9                          | Anna Kay           | Royaume-Uni | + 1 min 17 s |
| 10                         | Gaia Realini       | Italie      | + 1 min 31 s |

## Tableau des médailles
| Rang  | Nation      | Or | Argent | Bronze | Total |
| ----- | ----------- | -- | ------ | ------ | ----- |
| 1     | Pays-Bas    | 3  | 1      | 3      | 7     |
| 2     | Belgique    | 1  | 1      | 0      | 2     |
| 3     | Royaume-Uni | 0  | 1      | 1      | 2     |
| 4     | Hongrie     | 0  | 1      | 0      | 1     |
| Total | Total       | 4  | 4      | 4      | 12    |